# فرنچبورگ (کنتاکی)
فرنچبورگ (به انگلیسی: Frenchburg) شهری در ایالت کنتاکی کشور ایالات متحده آمریکا است که جمعیت آن در سرشماری سال ۲۰۱۰ میلادی، ۴۸۶ نفر بوده‌است.